# Mexico International 1982
Die Mexico International 1982 im Badminton fanden vom 25. bis zum  28. November 1982 in Mexiko-Stadt statt.

## Finalresultate
| Disziplin    | Sieger                       | Finalist                     | Ergebnis    |
| ------------ | ---------------------------- | ---------------------------- | ----------- |
| Herreneinzel | Roy Díaz González            | Fernando de la Torre         | 15–6, 15–4  |
| Dameneinzel  | Denyse Julien                | Linda Cloutier               | 11–7, 11–7  |
| Herrendoppel | John Britton Gary Higgins    | Mike Bitten Mike deBelle     | 17–16, 15–7 |
| Damendoppel  | Linda Cloutier Denyse Julien | Nancy Narcowich Monica Ortez | 15–8, 15–9  |
| Mixed        | Mike Butler Linda Cloutier   | John Britton Monica Ortez    | 15–8, 15–2  |